# Irjan Luttenberg
Irjan Luttenberg (9 de diciembre de 1988) es un deportista neerlandés que compitió en ciclismo de montaña en la disciplina de campo a través. Ganó una medalla de bronce en el Campeonato Europeo de Ciclismo de Montaña de 2009, en la prueba de relevo mixto.

## Palmarés internacional
| Campeonato Europeo | Campeonato Europeo        | Campeonato Europeo | Campeonato Europeo         |
| Año                | Lugar                     | Medalla            | Competición                |
| ------------------ | ------------------------- | ------------------ | -------------------------- |
| 2009               | Zoetermeer (Países Bajos) | Medalla de bronce  | Campo a través por relevos |